# Hải Châu

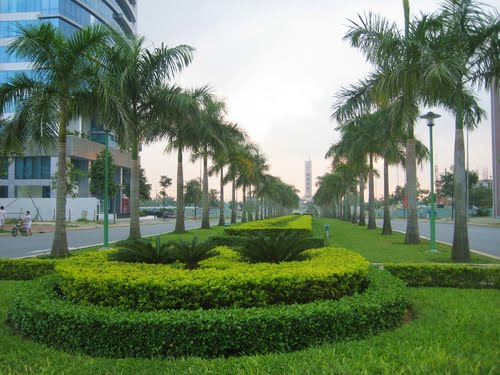
Une route dans le district de Hai Chau

Hải Châu (vietnamien: Quận Hải Châu) est un des arrondissements de la ville de Đà Nẵng, Viêtnam. Il a été établi en 1997.

## Subdivisions administratives
Hải Châu est subdivisé en 13 quartiers (phường):
- Hải Châu 1
- Hải Châu 2
- Thạch Thang
- Thanh Bình
- Thuận Phước
- Hòa Thuận Đông
- Hòa Thuận Tây
- Nam Dương
- Phước Ninh
- Bình Thuận
- Bình Hiên
- Hòa Cường Bắc
- Hòa Cường Nam